# 雪達爾 (堪薩斯州)
雪達爾（英語：Sherdahl）是位於美國堪薩斯州里帕布利克縣的一個鬼鎮。

## 歷史
雪達爾的郵政局於1887年設立，直到1905年結束營運。

## 地理
雪達爾所處的海拔為高於海平面447米（即1467英呎），而該地所採用的時區為UTC-6，即北美中部時區（CST）。同時該地設有夏令時間，為UTC-6調快一小時，即UTC-5（CDT）。